# Гатциев, Сослан Магометович
Сослан Магометович Гатциев (бел. Саслан Гатцыеў; 27 сентября 1985, Ханабад, Андижанская область, Узбекская ССР, СССР) — белорусский борец вольного стиля, участник Олимпийских игр.

## Карьера
В сентябре 2008 года в хотватском Сплите стал чемпионом мира среди военнослужащих. В конце апреля 2012 года в китайском Тайюане на мировом квалификационном турнире завоевал лицензию на Олимпийские игры в Лондоне. В августе 2012 года Гатциев представлял Беларусь на Олимпийских играх в Лондоне, где выступал в категории до 84 кг. Он проиграл полуфинальный матч Хайме Эспиналю из Пуэрто-Рико со счётом 2:5. Однако, ему представился шанс побороться за бронзовую медаль в утешительной схватке, в которой он уступил действующему чемпиону Европы Давиду Марсагишвили из Грузии со счётом 0:3 и 1:3.

## Личная жизнь
Является родственником белорусского борца Альберта Батырова.

## Достижения
- Чемпионат мира среди военнослужащих 2006 — ;
- Чемпионат мира среди военнослужащих 2008 — ;
- Олимпийские игры 2012 — 5;